# Ащиколь (Северо-Казахстанская область)
Ащиколь (каз. Ащыкөл) — село в Акжарском районе Северо-Казахстанской области Казахстана. Входит в состав Акжаркынского сельского округа. Код КАТО — 593445200.

## Население
В 1999 году население села составляло 871 человек (445 мужчин и 426 женщин). По данным переписи 2009 года, в селе проживало 586 человек (305 мужчин и 281 женщина).